# Bolitochara laxicornis
Bolitochara laxicornis är en skalbaggsart som först beskrevs av Thomas Casey 1906.  Bolitochara laxicornis ingår i släktet Bolitochara och familjen kortvingar. Inga underarter finns listade i Catalogue of Life.